# Saint-Gorgon-Main
Saint-Gorgon-Main is een gemeente in het Franse departement Doubs (regio Bourgogne-Franche-Comté) en telt 195 inwoners (1999). De plaats maakt deel uit van het arrondissement Pontarlier.

## Geografie
De oppervlakte van Saint-Gorgon-Main bedraagt 7,8 km², de bevolkingsdichtheid is 25,0 inwoners per km².
De onderstaande kaart toont de ligging van Saint-Gorgon-Main met de belangrijkste infrastructuur en aangrenzende gemeenten.

## Demografie
Onderstaande figuur toont het verloop van het inwonertal (bron: INSEE-tellingen).